# Райна Касабова (ледник)
Райна Касабова (на английски: Kasabova Glacier) е ледник на Земя Греъм в Антарктика.
Получава това име на 23 ноември 2009 г. в чест на Райна Касабова, доброволка в Балканската война, първата жена, участвала във въздушна бойна мисия на 30 октомври 1912 г. Обнародвано е с указ на президента на Република България от 31 май 2016 г.

## Описание
Ледникът е с дължина 6 km и ширина 3,5 km, разположен на бряг Дейвис от западната страна на Антарктическия полуостров. Намира се североизточно от ледника Темпъл и югозападно от ледника Себайн. Спуска се от върховете Бри, Чубра, Средорек и Шанют в Кортенски хребет, тече в северозападна посока и се влива в залива Ланчестър на проток Орлеан южно от Милков нос.

## Картографиране
Британско-немско картографиране през 1996 г.

## Карти
- Trinity Peninsula Архив на оригинала от 2015-09-23 в Wayback Machine.. Scale 1:250000 topographic map No. 5697. Institut für Angewandte Geodäsie and British Antarctic Survey, 1996.